# مصطفى الدنقزلي
مصطفى بن محمد بن مصطفى الدنقزلي (1865 - 20 أكتوبر 1926). الوزير الأكبر في عشرينات القرن العشرين.

## جذوره
ولد بالحاضرة في عائلة من أصول تركية. من جهة الأب، كان جده خطيب جامع القصبة، أما والده فقد درس بالمدرسة الحربية بباردو، وسمي أمير لواء الخيالة في الجيش التونسي. أما أمه فهي حلومة غيلب، أخت الصادق غيلب شيخ مدينة تونس. 

## الدراسة
دخل مصطفى الدنقزلي المدرسة الصادقية، وتفوق في دراسته فأرسل سنة 1884 مع محمد الأصرم في بعثة للدراسة بفرنسا، وقد التحق بمدرسة ترشيح المعلمين بفرساي ليتخرج منها سنة 1887. بعد عودته إلى تونس درّس مصطفى الدنقزلي بالمدرسة الصادقية لمدة ثلاث سنوات، ثم بالمدرسة الخلدونية (اللغة الفرنسية). 

## السياسة
دخل الإدارة حيث عمل مترجما أول بقسم الدولة، وكان هذا القسم آنذاك همزة الوصل بين الوزارة الكبرى والكتابة العامة، وهو ما فتح له الباب ليتدرج في المناصب السياسية. تقلد مشيخة مدينة تونس فيما بين 1912 و1915. وأسندت إليه أخيرا الوزارة الكبرى في ماي 1922 واستمر فيها إلى تاريخ وفاته في أكتوبر 1926.